# Persone di nome Joaquín
| Questa pagina contiene informazioni ricavate automaticamente dalle voci biografiche con l'ausilio del template Bio e di un bot. L'aggiornamento è periodico e automatico e ricostruisce completamente la pagina. Se manca una persona in questa lista, sei pregato di non aggiungerla, ma accertati piuttosto che la sua voce biografica contenga il template Bio e che i dati anagrafici siano correttamente compilati. Se il template Bio manca, inseriscilo tu stesso o, in alternativa, metti l'avviso {{tmp\|Bio}} che ne segnala la mancanza. Se i dati riportati sono sbagliati, correggi direttamente la voce biografica; le modifiche saranno visibili in questa lista entro pochi giorni. Per chiarimenti vedi il progetto antroponimi. La lista contiene solo le 139 persone che sono citate nell'enciclopedia e per le quali è stato implementato correttamente il template Bio. Pagina aggiornata al 23 mag 2025. |

Questa è una lista di persone presenti nell'enciclopedia che hanno il nome Joaquín, suddivise per attività principale.

## Allenatori di calcio(3)
- Joaquín Boghossian, allenatore di calcio e ex calciatore uruguaiano (Montevideo, n. 1987)
- Joaquín Caparrós, allenatore di calcio spagnolo (Utrera, n. 1955)
- Joaquín Gómez, allenatore di calcio spagnolo (Sotillo de la Adrada, n. 1986)

## Allenatori di pallacanestro(1)
- Joaquín Ruiz, allenatore di pallacanestro e ex cestista spagnolo (Saragozza, n. 1966)

## Arcivescovi cattolici(1)
- Joaquín Larraín Gandarillas, arcivescovo cattolico cileno (Santiago del Cile, n. 1822 - Santiago del Cile, † 1897)

## Attivisti(1)
- Joaquín Pardo de Tavera, attivista filippino (Cavite, n. 1829 - Parigi, † 1884)

## Attori(4)
- Joaquín Berthold, attore, regista teatrale e regista televisivo argentino (n. 1980)
- Joaquín Climent, attore spagnolo (Requena, n. 1958)
- Joaquín Ochoa, attore argentino (San Juan, n. 1999)
- Joaquín Reyes, attore spagnolo (Albacete, n. 1974)

## Cardinali(2)
- Joaquín Anselmo María Albareda y Ramoneda, cardinale spagnolo (Barcellona, n. 1892 - Barcellona, † 1966)
- Joaquín Lluch y Garriga, cardinale e arcivescovo cattolico spagnolo (Manresa, n. 1816 - Umbrete, † 1882)

## Cavalieri(1)
- Joaquín Solano, cavaliere messicano (Chicontepec de Tejeda, n. 1913 - † 2003)

## Cestisti(6)
- Joaquín Enseñat, ex cestista spagnolo (Barcellona, n. 1938)
- Joaquín Hernández, cestista e allenatore di pallacanestro spagnolo (Bilbao, n. 1933 - Madrid, † 1965)
- Joaquín Izuibejeres, ex cestista uruguaiano (Montevideo, n. 1982)
- Joaquín Rojas, cestista filippino (Maasin, n. 1938 - † 2018)
- Quino Salvo, cestista e allenatore di pallacanestro spagnolo (Vigo, n. 1958 - Vigo, † 2016)
- Joaquín Szuchman, cestista argentino (Concordia, n. 1995)

## Ciclisti su strada(1)
- Joaquín Galera, ciclista su strada spagnolo (Baúl, n. 1940 - † 2025)

## Compositori(6)
- Joaquín Espín y Guillén, compositore e musicista spagnolo (Soria, n. 1812 - Madrid, † 1881)
- Joaquín Nin, compositore, musicologo e pedagogo cubano (L'Avana, n. 1879 - L'Avana, † 1949)
- Joaquín Nin-Culmell, compositore, docente e pianista statunitense (Berlino, n. 1908 - Berkeley, † 2004)
- Joaquín Rodrigo, compositore e pianista spagnolo (Sagunto, n. 1901 - Madrid, † 1999)
- Joaquín Turina, compositore spagnolo (Siviglia, n. 1882 - Madrid, † 1949)
- Joaquín Valverde Durán, compositore spagnolo (Badajoz, n. 1846 - Madrid, † 1910)

## Criminali(1)
- Joaquin Murrieta, criminale e patriota messicano (Álamos, n. 1829 - † 1853)

## Danzatori(2)
- Joaquín Cortés, ballerino spagnolo (Cordova, n. 1969)
- Joaquín De Luz, ballerino e coreografo spagnolo (Madrid, n. 1976)

## Diplomatici(1)
- Joaquín Atanasio Pignatelli de Aragón y Moncayo, diplomatico spagnolo (Caltanissetta, n. 1724 - Madrid, † 1776)

## Drammaturghi(2)
- Joaquin Abati y Diaz, commediografo spagnolo (Madrid, n. 1865 - Madrid, † 1936)
- Joaquín Dicenta, drammaturgo, scrittore e giornalista spagnolo (Calatayud, n. 1862 - Alicante, † 1917)

## Economisti(1)
- Joaquín Lavín, economista, ingegnere e politico cileno (Santiago del Cile, n. 1953)

## Filologi(1)
- Joaquín García Icazbalceta, filologo e storico messicano (Città del Messico, n. 1824 - † 1894)

## Fumettisti(1)
- Quino, fumettista argentino (Mendoza, n. 1932 - Mendoza, † 2020)

## Generali(4)
- Joaquín Amaro, generale, politico e editore messicano (Sombrerete, n. 1889 - Pachuca, † 1952)
- Joaquín Fernández de Córdoba, generale e senatore spagnolo (Madrid, n. 1787 - Madrid, † 1871)
- Baldomero Espartero, generale e politico spagnolo (Granátula de Calatrava, n. 1793 - Logroño, † 1879)
- Joaquín de la Pezuela, generale spagnolo (Naval - Madrid, † 1830)

## Giornalisti(1)
- Joaquín Navarro-Valls, giornalista e medico spagnolo (Cartagena, n. 1936 - Roma, † 2017)

## Giuristi(1)
- Joaquín Mosquera, giurista, militare e politico colombiano (Popayán, n. 1787 - Popayán, † 1878)

## Hockeisti su prato(1)
- Joaquín Menini, hockeista su prato argentino (n. 1991)

## Martellisti(1)
- Joaquín Gómez, martellista argentino (Avellaneda, n. 1996)

## Medici(1)
- Joaquín Albarrán, medico cubano (Sagua la Grande, n. 1860 - Parigi, † 1912)

## Militari(4)
- Joaquín Blake, militare spagnolo (Vélez-Málaga, n. 1759 - † 1827)
- Joaquín Crespo, militare e politico venezuelano (San Francisco de Cara, n. 1841 - Caracas, † 1898)
- Joaquín García-Morato, militare e aviatore spagnolo (Melilla, n. 1904 - Griñón, † 1939)
- Joaquín Vizcaíno, militare, politico e filantropo spagnolo (La Coruña, n. 1790 - Madrid, † 1840)

## Musicisti(2)
- Joaquín Díaz González, musicista e etnomusicologo spagnolo (Zamora, n. 1947)
- Joaquín Sabina, musicista, cantante e poeta spagnolo (Úbeda, n. 1949)

## Nobili(3)
- Joaquín Diego de Zúñiga, nobile spagnolo (Madrid, n. 1715 - Madrid, † 1777)
- Joaquín de Montserrat, nobile spagnolo (Spagna)
- Joaquín Álvarez de Toledo, XIX duca di Medina Sidonia, nobile spagnolo (Madrid, n. 1865 - Madrid, † 1915)

## Pianisti(1)
- Joaquín Achúcarro, pianista spagnolo (Bilbao, n. 1932)

## Pittori(5)
- Joaquín Agrasot, pittore spagnolo (Orihuela, n. 1836 - Valencia, † 1919)
- Joaquín Bárbara y Balza, pittore e docente spagnolo (Llodio, n. 1867 - Santander, † 1931)
- Joaquín Mir Trinxet, pittore spagnolo (Barcellona, n. 1873 - Barcellona, † 1940)
- Joaquín Sorolla, pittore spagnolo (Valencia, n. 1863 - Cercedilla, † 1923)
- Joaquín Torres García, pittore, designer e imprenditore uruguaiano (Montevideo, n. 1874 - Montevideo, † 1949)

## Politici(9)
- Joaquín Almunia, politico e economista spagnolo (Bilbao, n. 1948)
- Joaquín Baleztena, politico spagnolo (Pamplona, n. 1883 - † 1978)
- Joaquín Castro, politico e avvocato statunitense (San Antonio, n. 1974)
- Joaquín Chapaprieta, politico spagnolo (Torrevieja, n. 1871 - Madrid, † 1951)
- Joaquín Maurín, politico spagnolo (Bonansa, n. 1896 - New York, † 1973)
- Ximo Puig, politico spagnolo (Morella, n. 1959)
- Joaquín Pérez Madrigal, politico, giornalista e scrittore spagnolo (Madrid, n. 1898 - Madrid, † 1988)
- Joaquín Sánchez de Toca Calvo, politico spagnolo (Madrid, n. 1852 - Pozuelo de Alarcón, † 1942)
- Joaquín Suárez, politico uruguaiano (Canelones, n. 1781 - Montevideo, † 1868)

## Politologi(1)
- Joaquín Costa, politologo spagnolo (Monzón, n. 1846 - Graus, † 1911)

## Presbiteri(1)
- Joaquín Sáenz y Arriaga, presbitero, teologo e scrittore messicano (Morelia, n. 1899 - † 1976)

## Pugili(1)
- Joaquín Rocha, ex pugile messicano (Città del Messico, n. 1944)

## Registi(1)
- Joaquín Luis Romero Marchent, regista e sceneggiatore spagnolo (Madrid, n. 1921 - Madrid, † 2012)

## Rivoluzionari(1)
- Joaquín de Agüero, rivoluzionario cubano (Puerto Principe, n. 1816 - Puerto Principe, † 1851)

## Rugbisti a 15(1)
- Joaquín Tuculet, rugbista a 15 argentino (La Plata, n. 1989)

## Saggisti(1)
- Joaquín Balaguer, saggista, scrittore e politico dominicano (Villa Bisonó, n. 1906 - Santo Domingo, † 2002)

## Scrittori(1)
- Joaquín Edwards Bello, scrittore cileno (Valparaíso, n. 1887 - Santiago, † 1968)

## Tennisti(1)
- Joaquín Loyo-Mayo, tennista messicano (Veracruz, n. 1945 - † 2014)

## Tipografi(1)
- Joaquín Ibarra, tipografo e editore spagnolo (Saragozza, n. 1725 - Madrid, † 1785)

## Toreri(1)
- Costillares, torero spagnolo (Siviglia, n. 1746 - Madrid, † 1800)

## Tuffatori(1)
- Joaquín Capilla, tuffatore messicano (Città del Messico, n. 1928 - Città del Messico, † 2010)

## Vescovi cattolici(1)
- Joaquín Carmelo Borobia Isasa, vescovo cattolico spagnolo (Cortes, n. 1935 - Saragozza, † 2022)

## Senza attività specificata(1)
- Joaquín García, ex agente segreto statunitense (L'Avana, n. 1952)